# Сфера действия тяготения
Сфера действия тяготения — область в виде сплюснутого эллипсоида вращения вокруг небесного тела, внутри которой главное гравитационное действие на обращающийся по орбите объект исходит от этого тела. 

## Общая информация
Это выражение обычно используется для описания областей в Солнечной системе, где планеты имеют доминирующее влияние на окружающие объекты (такие, как их спутники), несмотря на присутствие намного более массивного (но и более удалённого) Солнца. Модель сопряжённых конических сечений  (англ. patched conic approximation) применима лишь внутри сферы действия тяготения. При этом доминирующее влияние понимается в том смысле, что внутри сферы действия тяготения планет справедливо неравенство:
{\displaystyle {f' \over g'}<{f'' \over g''}},
где {\displaystyle g'} — ускорение тела при движении вокруг планеты, {\displaystyle f'}—возмущение в этом ускорении от Солнца,  {\displaystyle g''}— ускорение тела при движении вокруг Солнца, {\displaystyle f''}— возмущение в этом ускорении от планеты.
Радиус сферы действия тяготения r описывается следующим уравнением: 
{\displaystyle r=a\left({\frac {m}{M}}\right)^{2/5}},
где {\displaystyle a} — большая полуось меньшего объекта (обычно планеты) на орбите вокруг большего объекта (обычно — Солнца),
{\displaystyle m} и {\displaystyle M} — массы меньшего и большего объектов (обычно планеты и Солнца) соответственно.
В модели сопряженных конических сечений, когда объект покидает сферу действия тяготения планеты, главным гравитационно действующим на него объектом становится Солнце до тех пор, пока объект не попадёт в сферу действия тяготения другой планеты. Поскольку определение сферы действия тяготения основано на присутствии Солнца и планеты, термин применим лишь для системы из трёх и более тел. Масса главного тела должна быть намного больше массы второстепенного, что позволяет свести задачу трёх тел к ограниченной задаче двух тел. 
В таблице приведены значения сферы действия тяготения тел Солнечной системы относительно Солнца:
| Небесное тело | r (тыс. км) |
| ------------- | ----------- |
| Меркурий      | 112         |
| Венера        | 616         |
| Земля         | 929         |
| Марс          | 578         |
| Юпитер        | 48 200      |
| Сатурн        | 54 500      |
| Уран          | 51 900      |
| Нептун        | 86 800      |
| Плутон        | 34 100      |

Радиус сферы действия Луны относительно Земли составляет 66 тыс. км.